# داني ديفال
داني ديفال (بالإنجليزية: Danny DeVall)‏ هو لاعب كرة قدم أمريكي في مركز الوسط، ولد في 15 سبتمبر 1972 في ممفيس في الولايات المتحدة. لعب مع كولورادو رابيدز.

## وصلات خارجية
- داني ديفال على موقع الدوري الأمريكي (الإنجليزية)
- داني ديفال على موقع قاعدة بيانات كرة القدم.إي يو (الإنجليزية)